# Burney (California)
Burney es un lugar designado por el censo ubicado en el condado de Shasta en el estado estadounidense de California. En el año 2000 tenía una población de 3217 habitantes y una densidad poblacional de 240.3 personas por km². Se encuentra en la cuenca del río Pit, un afluente del río Sacramento.

## Geografía

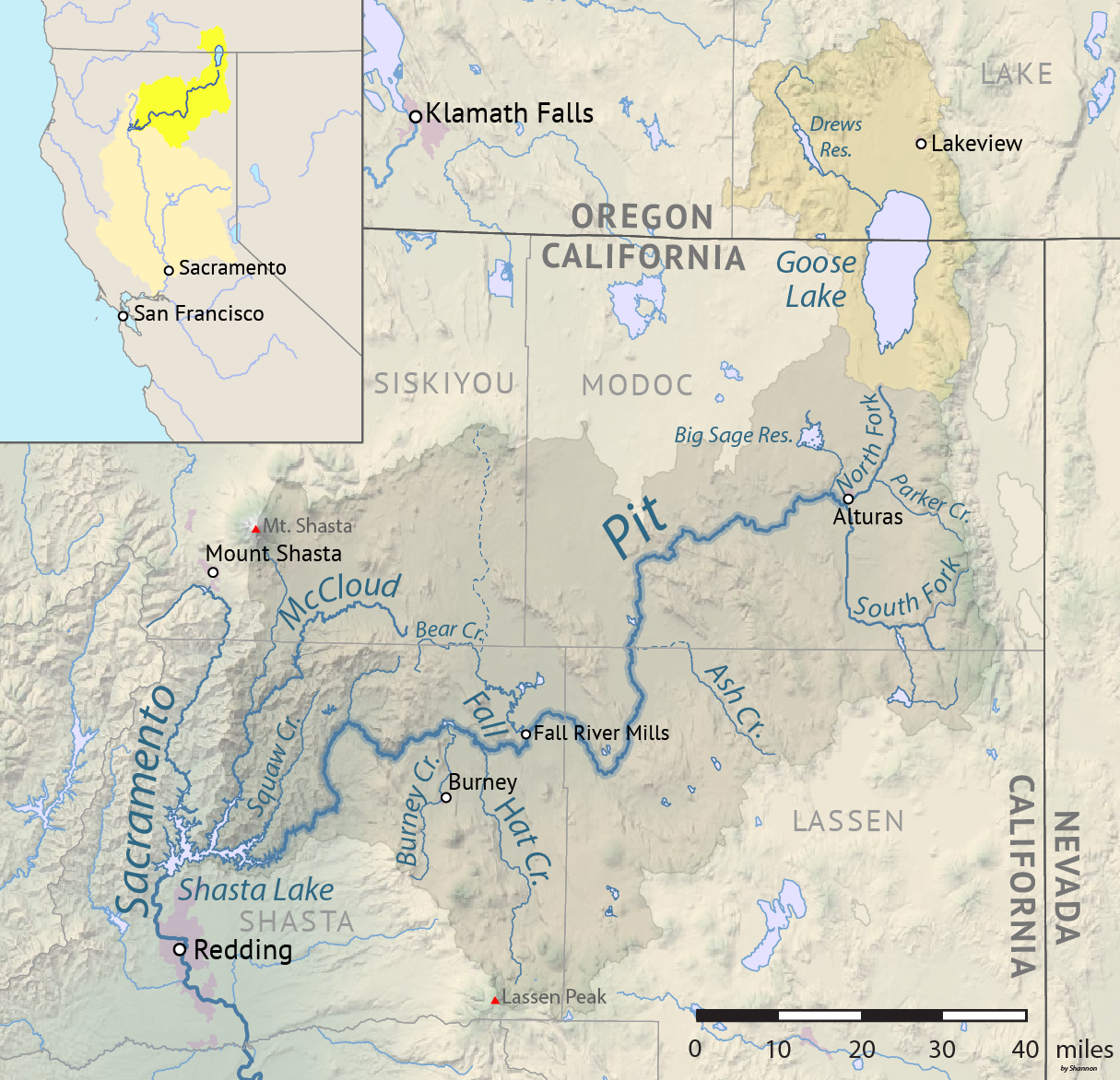
Mapa de la cuenca del río Pit en el que se observa la ciudad de Burney, sobre el afluente Burney Creek

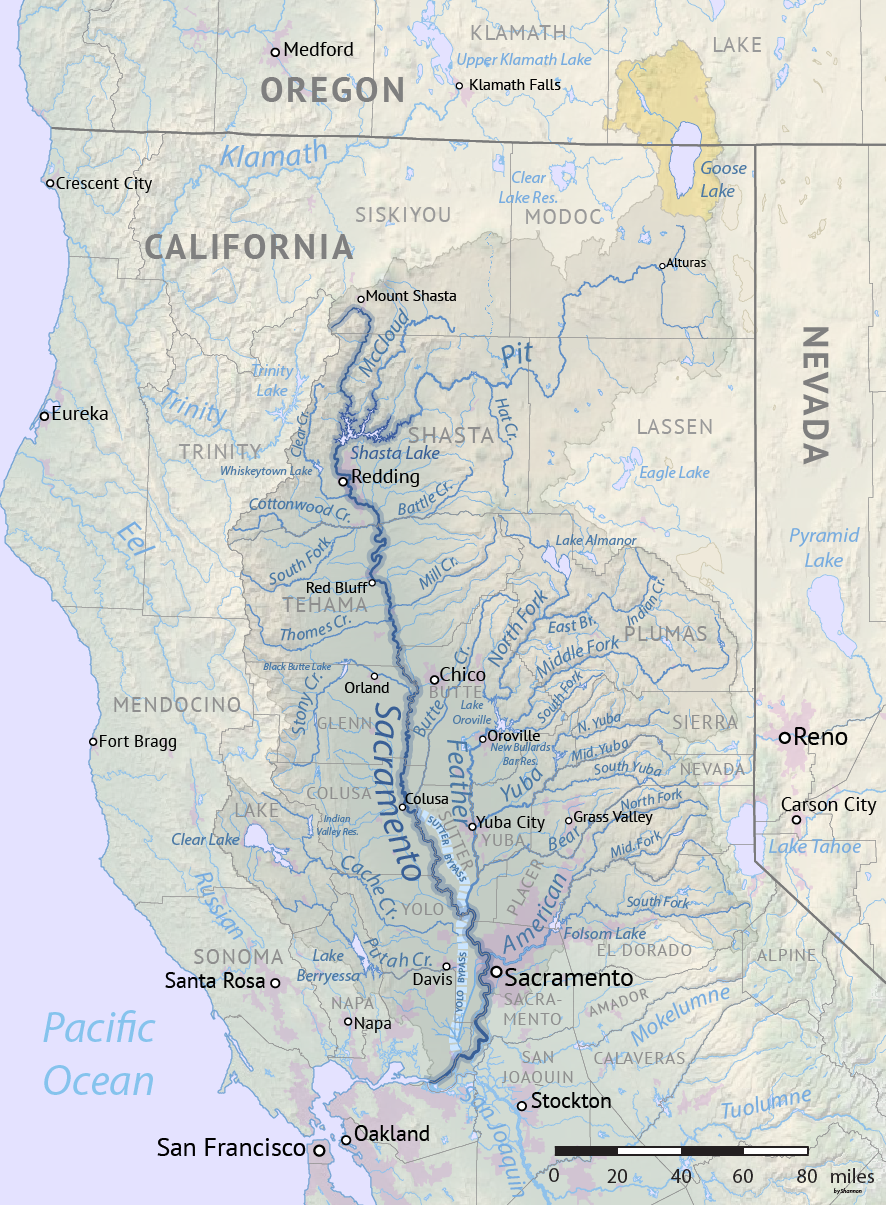
Ahora, un mapa de la cuenca del río Sacramento en el que aparece de nuevo la ciudad de Burney

Burney se encuentra ubicado en las coordenadas 40°52′50″N 121°40′0″O / 40.88056, -121.66667. Según la Oficina del Censo, la ciudad tiene un área total de 13,4 km² (5,2 mi²), de la cual 13,4 km² (5,2 mi²) es tierra y 0 km² (0 mi²) (0%) es agua.

## Demografía
Según la Oficina del Censo en 2000 los ingresos medios por hogar en la localidad eran de $30,510, y los ingresos medios por familia eran $37,682. Los hombres tenían unos ingresos medios de $42,314 frente a los $25,139 para las mujeres. La renta per cápita para la localidad era de $17,060. Alrededor del 18.0% de la población estaban por debajo del umbral de pobreza.